# Petr Slaný
Petr Slaný (* 1. září 1952 Olomouc) je bývalý český fotbalista a reprezentant Československa.

## Fotbalová kariéra
V československé reprezentaci odehrál roku 1976 jedno utkání (přátelský zápas s Německem), 4x startoval v olympijském výběru a 20x krát nastoupil za reprezentaci do 21 let (3 branky). V československé lize odehrál 277 zápasů a dal 66 gólů. Hrál za Baník Ostrava (1970–1972, 1974–1977), Duklu Praha (1972–1974) a Spartu Praha (1978–1982). S Baníkem získal v sezoně 1975/76 titul mistra Československa, se Spartou roku 1980 Československý pohár. V Poháru mistrů evropských zemí nastoupil ve 4 utkáních a dal 1 gól (za Baník), v Poháru vítězů pohárů nastoupil ve 3 utkáních a dal 1 gól (za Spartu) a v Poháru UEFA nastoupil v 11 utkáních a dal 2 góly (za Duklu, Baník a Spartu).

## Ligová bilance
| Ročník                                   | Zápasy | Góly | Minuty | Klub              |
| ---------------------------------------- | ------ | ---- | ------ | ----------------- |
| 1. československá fotbalová liga 1970/71 | 1      | 0    | 17     | Baník OKD Ostrava |
| 1. československá fotbalová liga 1971/72 | 30     | 4    | 2 538  | Baník OKD Ostrava |
| 1. československá fotbalová liga 1972/73 | 28     | 6    | 2 414  | Dukla Praha       |
| 1. československá fotbalová liga 1973/74 | 15     | 2    | 985    | Dukla Praha       |
| 1. československá fotbalová liga 1974/75 | 27     | 1    | 1 917  | Baník OKD Ostrava |
| 1. československá fotbalová liga 1975/76 | 27     | 4    | 1 933  | Baník OKD Ostrava |
| 1. československá fotbalová liga 1976/77 | 29     | 6    | 2 479  | Baník OKD Ostrava |
| 1. československá fotbalová liga 1977/78 | 13     | 3    | 1 170  | Sparta ČKD Praha  |
| 1. československá fotbalová liga 1978/79 | 27     | 11   | 2 374  | Sparta ČKD Praha  |
| 1. československá fotbalová liga 1979/80 | 29     | 14   | 2 478  | Sparta ČKD Praha  |
| 1. československá fotbalová liga 1980/81 | 24     | 8    | 1 733  | Sparta ČKD Praha  |
| 1. československá fotbalová liga 1981/82 | 27     | 7    | 2 126  | Sparta ČKD Praha  |
| CELKEM I. LIGA                           | 277    | 66   | 22 164 |                   |